# 아쿠타가와 류노스케
아쿠타가와 류노스케(일본어: 芥川 龍之介, 1892년 3월 1일~1927년 7월 24일)는 일본의 소설가이다. 호는 징강당주인(澄江堂主人)이며 하이쿠 작가로서의 호는 가키(我鬼)이다. 일본의 《곤자쿠 이야기집》·《우지슈이 이야기》와 같은 전통적인 고전들에서 제재를 취해 「참마죽」, 「덤불 속」, 「지옥변」 등과 같은 단편 소설들을 주로 저술했고 「거미줄(원제: 蜘蛛の糸)」, 「두자춘(杜子春)」 등 어린이를 위한 작품들, 예수를 학대한 유대인이 예수가 세상에 다시 올 때까지 방황한다는 내용의 「방황하는 유대인」을 저술했다.

## 생애

### 유년 시절
1892년(메이지 25년) 3월 1일 도쿄에서 우유 판매업자였던 아버지 니하라 도시조(일본어: 新原敏三)와 어머니 후쿠(일본어: フク) 사이에서 니하라 류노스케(일본어: 新原龍之介)라는 이름으로 태어났다(아쿠타가와라는 성은 원래 그의 어머니쪽 성씨였다). 이때 태어난 시간이 진년(辰年) 진월(辰月) 진일(辰日) 진시(辰時)였기 때문에 '용(龍)' 자를 이름에 넣어 류노스케(龍之介)라 짓게 되었다고 전하나 실제 그가 태어난 1892년 3월 1일은 간지로는 임진년·임인월·임진일에 해당하며 출생 시각에 대해서는 자료가 없기 때문에 확실한 것이 없다. 이름도 호적상으로는 '龍之介'이지만 그가 양자로 들어갔던 아쿠타가와 집안이나 졸업한 학교의 명단 등의 문서에는 '龍之助'로 되어 있다(아쿠타가와 자신은 '龍之助' 표기를 싫어했다).

### 가족
원래 류노스케의 위로는 하쓰(はつ)와 히사(ひさ)라는 두 명의 누나가 있었는데, 큰누나였던 하쓰는 류노스케가 태어나기 1년 전에 여섯 살의 나이로 요절했고, 어머니는 그 충격으로 정신장애를 겪어서 류노스케를 양육할 수 없었다. 생후 7개월 된 류노스케는 도쿄시 혼죠구 고이즈미쵸에 있던 외가 아쿠타가와 집안에 맡겨졌고, 백모 후키(フキ)가 양육을 맡았다. 11살 때인 1902년에 어머니가 끝내 사망하자 이듬해에 그는 외삼촌으로 도쿄시의 토목과장을 지내기도 했던 아쿠타가와 미치아키(芥川道章)의 양자가 되어 아쿠타가와 성을 쓰게 된다. 아쿠타가와 집안은 에도 시대에는 사족(士族)으로서 대대로 도쿠가와(德川) 집안을 섬겨 다도와 관련된 업무를 담당하던 스키야호즈(數寄屋坊主) 집안이었고, 예술·연예를 애호하던 에도의 문인적 취미가 집안에 남아 있었다.

### 학교
도쿄부립 제3중학교를 졸업할 때는 성적우수자라는 상장을 받기도 했고, 덕분에 제1고등학교는 시험 없이 입학할 수 있었다(1910년부터 일본에서는 중학교 때의 성적 우수자에게는 고등학교 입학시 시험 없이도 입학을 허가하는 제도가 시행되고 있었다). 제1고등학교 제1부 을류(乙類)에 입학한 류노스케의 동기 가운데는 기쿠치 간도 있었다. 2학년으로 오르면서 기숙사로 들어갔는데, 기숙사 생활에 제대로 적응하지는 못했지만 그곳에서 한 방을 쓰던 이가와 쿄(井川恭)와는 평생의 친구가 된다.

### 문학활동

#### 동인지
고등학교를 졸업하고 1913년 동경제국대학 영문과에 입학하였다(이 당시 도쿄제국대학의 영문학과는 1학년 가운데 합격자가 불과 몇 사람밖에 나오지 않는 어려운 곳으로 유명했다). 대학 재학 중이던 1914년(다이쇼 3년) 2월에 고등학교 동창이던 기쿠치 간·구메 마사오(久米正雄) 등과 함께 동인지 『신사조(新思潮)』(제3차)을 간행하여, 우선 '야나가와 다카노스케(柳川隆之助)'라는 필명으로 아나톨 프랑스의 「바르타자알」, 이에이트의 「봄의 심장」의 일역을 기고한 뒤, 10월에 『신사조』가 폐간될 때까지 그의 초기작 「노년」을 동잡지에 발표하는데, 이것이 그의 작가 활동의 시작이었다.

#### 라쇼몽 발표
1915년 10월, 『데이코쿠 분가쿠』(帝國文學)에 그의 대표작 「라쇼몬」(羅生門)을 본명으로 발표했고, 급우였던 스즈키 미에키치(鈴木三重吉)의 소개로 나쓰메 소세키 문하에 들어간다. 1916년에는 제4차 『신사조』(멤버는 제3차와 거의 같다)을 발간하는데, 그 창간호에 실었던 「코(원제: 鼻)」는 "문단에 유례없는 작가가 될 것"이라는 나쓰메 소세키의 격찬을 받아 문단 진출의 기회를 얻었다. 이 해에 대학을 20인 중 2등의 성적으로 졸업했는데, 이때 그의 졸업 논문은 「윌리엄 모리스 연구」였다. 12월에 해군기관학교 영어 교관을 맡아왔던 아사노 가사부로(浅野和三郎)가 황도대본(皇道大本)이라는 신종교에 입신하기 위해 사직하면서 구로야나기 가이슈(畔柳芥舟)나 이치카와 산키(市河三喜)등의 영문학자의 추천으로(나쓰메 소세키의 조언이 있었다고도 한다) 아쿠타가와는 아사노의 후임으로서 해군기관학교의 촉탁 교관(담당은 영어)으로서 근무하였다. 그 틈틈이 창작에 힘써 이듬해 5월에는 첫 단편집 『라쇼몽』을 간행했다. 그 후로도 단편 작품을 하나씩 발표해, 11월에는 이미 두 번째 단편집 『담배와 악마(원제: 煙草と悪魔)』를 발간하고 있다.

#### 마이니치 신문 입사
1916년의 가을, 『미타문학』(三田文学)의 동인으로서 친하게 지내던 고지마 마사지로(小島政二郎)의 알선으로 게이오기주쿠 대학 문학부 취직 제의를 받고 이력서도 제출했지만 실현되지는 않았다. 1917년 3월에, 해군 기관 학교의 교직을 물러나 오사카 마이니치 신문사에 입사(신문에 기고하는 것이 그의 주된 일로 출근 의무는 없다)해 본격적인 창작 활동에 전념한다(덧붙여서 스승의 소세키도 10년 전인 1907년에 똑같이 아사히 신문사에 입사했다). 1916년부터 1917년까지 아쿠타가와는 가마쿠라의 유이가하마(由比ガ浜)에서 하숙생활을 했으며, 1918년부터 1919년까지 오오 정(大町)에 거주했다.

### 결혼

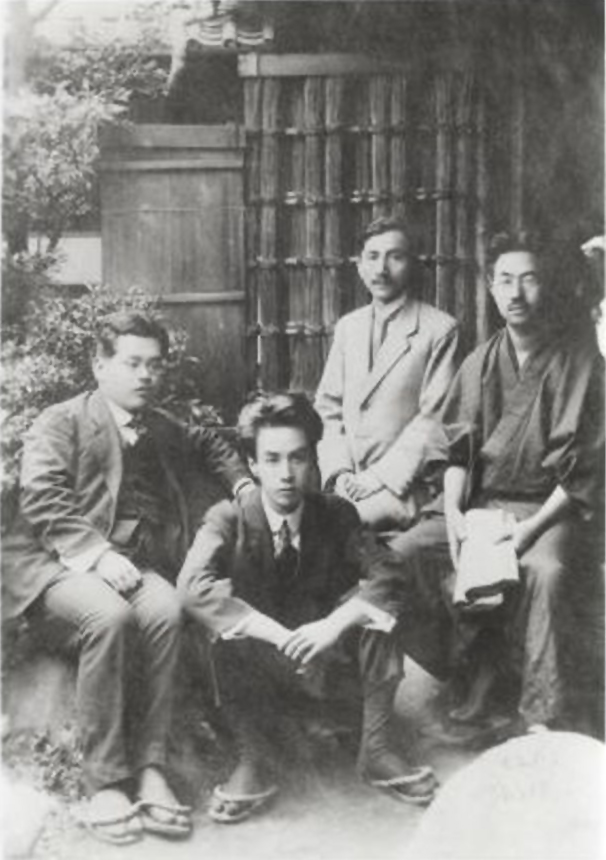
1919년의 사진. 왼쪽에서 두 번째가 아쿠타가와 류노스케이고, 맨 왼쪽이 기쿠치 간이다.

1919년 3월 12일에 친구 야마모토 기요시(山本喜誉司)의 조카(누나의 딸)이었던 쓰카모토 후미와 결혼하였고, 이듬해 3월 30일에 장남 히로시가 태어났다. 1921년 2월에 요코스카카이(横須賀海) 해군 대학교를 퇴직하고, 기쿠치 간과 함께 오사카 마이니치의 객외(客外) 사원이 되어, 본래 거주하던 가마쿠라에서 도쿄부 기타토시마 군 다키노가와초로 돌아온다. 동년 5월에는 기쿠치와 함께 나가사키를 여행했고, 친구인 화가 곤도 고이치로(近藤浩一路)로부터 극작가 나가미 도쿠타로(永見徳太郎)를 소개받기도 했다.

### 질병
또한 이 해에 해외 특파원으로서 중화민국을 방문하였고, 베이징을 방문했을 때는 후스를 만나 그와 검열의 문제에 대해서 토론하기도 했다. 7월에 귀국한 그는 「상해유기(上海遊記)」 등의 기행문을 지었다. 1922년(다이쇼 11년) 11월 8일에는 차남 다카시(多加志)가 태어났다. 그런데 중화민국을 방문한 1921년 이후로 아쿠타가와는 신경쇠약, 장카타르 등의 병을 얻는 등 점차 심신이 쇠약해지기 시작해, 1923년(다이쇼 12년)에는 유가와라마치(湯河原町)로 온천 치료를 떠나기도 했다. 작품수도 줄어들기 시작하여 이른바 '호키모노(保吉もの)' 등의 사소설적 경향의 작품이 나타나게 되는데, 이러한 흐름은 만년작 「톱니바퀴(원제: 歯車)」, 「갓파(河童)」 등으로 이어지게 된다(이 해에 일본을 강타했던 관동 대지진 당시, 조선인 학살의 주동 세력인 자경단의 단원으로 활약했다는 이야기도 있다).

### 문화학원 문학부 강사
1925년경에 아쿠타가와는 문화학원 문학부 강사로 취임하였는데, 1926년부터 위궤양에 신경쇠약과 불면증이 다시 심해져 유가와라에서 요양해야 했다. 한편 아내 후미도 남동생 쓰카모토 핫슈(塚本八洲)와 함께 요양을 위해 구게누마(鵠沼)에 있던 친가 소유의 별장으로 이주했다. 2월 22일, 류노스케도 구게누마의 여관 아즈마야(東屋)에 머무르며 그곳으로 처자를 불러온다. 7월 12일에 3남 야스시(也寸志)가 태어났고, 20일에는 아즈마야의 대별장 「이-4호」를 빌려 아내와 새로 태어난 아들 야스시와 살았다(여름방학이 되면서는 히로시나 다카시도 불러왔다). 그 사이에 「집을 빌리고 나서(원제: 家を借りてから)」, 「구게누마 잡기(鵠沼雑記)」, 나아가 「점귀부(點鬼簿)」 등의 작품을 탈고하였고, 또한 구게누마의 개업 의사 후지 다카시(富士山)의 병원에 통원치료를 다녔다. 9월 20일에 류노스케 일가는 「이-4호」의 서쪽에 있던 '시바 씨의 이층 집(柴さんの二階家)'를 연말까지 빌려 옮긴다. 여기서 구게누마를 무대로 한 「유유장(悠々荘)」을 탈고한다. 이는 간토대지진이 있기 전에는 기시다 류세(岸田劉生)가 살았고 지진 후에 재건되어 시인 구니키다 도라오(国木田虎雄)가 빌리고 있던 대별장을 돌아봤을 때의 경험에서 힌트를 얻은 것으로 류노스케 일가가 구게누마에 정착하려는 의도가 있었다고도 생각할 수 있다. 또 이곳에 머무르는 동안 사이토 모키지(斎藤茂吉)나 쓰치야 분메이(土屋文明), 쓰네토 야스시(恒藤恭), 가와바타 야스나리, 기쿠치 간 등이 찾아오기도 했다. 연호가 쇼와로 바뀐 뒤 류노스케는 「이-4호」로 돌아왔다. 조카이자 문예평론가였던 구즈마키 요시토시(葛巻義敏)와 가마쿠라에서 섣달 그믐을 지새고 나서 처자가 가있던 다바타(田端)로 돌아오지만, 구게누마에서 살던 집은 4월까지 빌려두고서 때때로 방문하고 있다.

### 문예평론
1927년 1월, 의형 니시카와 유타카(西川豊)가 방화와 보험금 사기 혐의로 철도에 뛰어들어 자살하는 바람에 아쿠타가와는 니시카와가 남긴 빚이나 가족을 떠맡아야 했다. 4월부터 「문예적인, 너무 문예적인(원제: 文芸的な、余りに文芸的な)」이라는 문예평론에서 '이야기의 재미'를 주장하는 다니자키 준이치로에 맞서 '이야기의 재미'가 소설의 질을 결정하지는 않는다고 반론해, 훗날 패전 뒤에 일본에서 벌어질 이야기 비판적인 문단의 메인 스트림을 예견한 일본문학사상 유명한 논쟁을 펼친다. 여기서 아쿠타가와는 「이야기다운 이야기가 없다」 순수한 소설의 명수로서 시가 나오야를 칭찬했다.

### 자살
1927년 4월 7일, 부인의 동창생으로 아쿠타가와 자신의 비서로 있던 히라마쓰 마쓰코(平松麻素子)와 데이코쿠(帝國) 호텔에서 함께 동반 자살을 약속하였으나 여자가 변심하는 바람에 실패하였다. 7월 24일 새벽, 「속(續) 서방의 사람(원제: 続西方の人)」를 모두 쓴 뒤, 아쿠타가와 류노스케는 사이토 모키지로부터 받아온 치사량의 수면제를 먹고 자살했다. '막연한 불안(ぼんやりとした不安)'이 그가 밝힌 자살 이유였다. 그의 계명(戒名)은 의문원용지개일숭거사(懿文院龍之介日崇居士). 묘소는 지금의 도쿄 도 도시마구(豊島区) 스가모(巣鴨)에 있는 자안사(慈眼寺)이다. 그가 죽은 지 8년 후인 1935년 친구이며 문예춘추사 사주였던 기쿠치 간에 의해 그의 이름을 딴 아쿠타가와 상이 제정되었다. 이 상은 현재 일본의 가장 권위있는 문학상으로 신인 작가의 등용문이다.

## 작품의 특징
아쿠타가와의 초기 작품에서는 서양의 문학을 일역한 것도 존재하며(「발타자알」등) 영어과 출신의 특성으로서 번역문학 특유의 논리적으로 정리된 간결하고 공정한 영문학적인 필치가 특징이다. 작가의 생애 경험이 많이 드러나며 화자와 자신을 분리하지 않은 풍의 작품이 많다.
그는 주로 단편소설을 썼으며, 오늘날 아쿠타가와 류노스케의 걸작으로 알려진 작품 또한 대부분 단편소설이다. 그런 반면에 장편은 그렇게 많이 남아있지 않다(미완성 소설로 「사종문邪宗門」이나 「노상」이 있다). 또한 생활과 예술은 서로 반대되는 것이라고 생각하여 자연주의류의 자기 고백에 대해서 알몸뚱이를 사람 앞에 내놓는 것과 같다고 하여 멀리하고 진실한 자기는 허구의 세계에서만 분명히 할 수 있다고 생각했고, 삶과 예술을 분리한다는 이상으로 작품을 집필했다고 한다. 다른 작가보다 표현이나 시점이 생생하다. 말년엔 시가 나오야의 "이야기다운 이야기가 없다"는 심경소설을 긍정하고 스토리성이 있던 자신의 문학을 완전히 부인하였다(그때의 작품이 "신기루"이다).
초기와 중기, 후기로 작품의 시기를 나누며, 각 시기에 따라 특성이 두드러진다. 대부분 초기의 작품이 좋은 평가를 얻고 있다. 중기 이후에는 아동용 작품의 집필이 늘어 폭넓은 장르의 작품을 다루었다. 후기, 특히 말년에는 사람의 생사에 대해 다룬 작품이 늘어나, 자살 직전 어떻게 죽음을 마주하며 집필했는지 알 수 있다.
「두자춘」(杜子春)(원래 이야기는 태평광기에 실린 당대의 소설 『두자춘전』) 등 고전을 참조한 것이나 스즈키 미에키치(鈴木三重吉)가 창간한 『붉은 새』에 발표한 것과 같은 동화적인 작품도 많다. 일반적으로는 기독교물이나 헤이안 시대를 무대로 한 왕조물로 분류된다. 또한 고전(설화문학)에서 구상을 얻은 작품이 많은데, 「라쇼몽」(羅生門)이나 「코」(鼻)　등은 《곤자쿠 이야기집》을, 「모모타로」(桃太郎)는 《모모타로》，「지옥변」 등은 《우지슈이 이야기》에서 제재를 얻었다. 또한 아포리즘의 제작이나 한문에도 뛰어났다.
좌익, 반군부적인 자기 주장을 펼쳤고 실제로 그런 작품도 다수 발표하고 있는데, 군인의 계급 투쟁을 「유치원생 장난 같다」고 자신의 저서에서 혹평하기도 했지만, 당시에는 군부에서 저작물에 대한 검열을 하는 것이 보통이었고 이 검열 때문에 정정되거나 가필, 삭제를 면치 못한 부분도 많다. 그러한 한편으로 해군에 대해서는 어느 정도 호의를 품은 듯, 육군 유년학교 교관이던 도요시마 요시오(豊島与志雄)에게 「좋은 직장이 있다」며 해군 기관학교로 초정하여 도요시마가 프랑스어 촉탁 교관으로 근무하게도 주선하였다. 우치다 햣켄(内田百間)도 아쿠타가와 류노스케의 추천으로 해군 독일어 촉탁 교관이 되었고, 훗날 우치다는 1934년(쇼와 9년)에 쓴 「죽장기」(竹杖記)에서 아쿠타가와가 자신의 강사직 알선 및 협상에 어느 정도 역할을 맡았던 것을 적고 있다.
작품에서 아마테라스 오미카미를 등장시킬 때는 별명인 "오히루메무치"(大日孁貴)을 이용했는데, 이는 "아마테라스"라는 호칭이 당시 일본 천황가의 조상신이기도 했던 아마테라스를 그대로 글 속에 등장시키는 것이 되어 불경하다는 비판을 받을 수 있었기에, 태양신, 그것도 자연신의 성격을 가진 신으로써 "오히루메무치"를 이용해야 했기 때문이다.
담배를 몹시 좋아해서 하루 180개피씩 피웠다고 하며, 『바다 주변』, 『교토 일기』, 『겐가쿠 산보』에도 시키시마 종목의 담배가 등장한다.

## 간토 대지진
간토 대지진 조선인 학살 당시 조선인을 학살한 자경단으로 활동하였다. 그러나 무자비한 학살 첫날 밤 후 그 경험이 너무나도 잔인하고 공포스러워서 자경단 활동을 접었다고 한다.

## 주요 작품
- 《라쇼몬》(羅生門) - 1915
- 《코》(鼻) - 1916
- 〈참마죽〉(芋粥) - 1916
- 《지옥변》(地獄変) - 1918
- 《무도회》(舞踏會)
- 《덤불 속》(藪の中)
- 《갓파》(河童) -1927
- 《하구루마/톱니바퀴》(歯車) - 1927

## 저작
| 연도      | 제목             | 원제             | 비고                             |
| --------- | ---------------- | ---------------- | -------------------------------- |
| 1914      | 노년             | 老年             |                                  |
| 1914      | 발타사르         | バルタザアル     | 아나톨 프랑스 저작 번역서        |
| 1914      | 봄의 심장        | 春の心臓         | 윌리엄 버틀러 예이츠 저작 번역서 |
| 1914      | 클라리몬드       | クラリモンド     | 테오필 고티에 저작 번역서        |
| 1915. 11. | 라쇼몬           | 羅生門           |                                  |
| 1916. 2.  | 코               | 鼻               |                                  |
| 1916      | 참마죽           | 芋粥             |                                  |
| 1916      | 손수건           | 手巾             |                                  |
| 1916      | 담배와 악마      | 煙草と悪魔       |                                  |
| 1917      |                  | さまよえる猶太人 |                                  |
| 1917      | 희작삼매         | 戯作三昧         |                                  |
| 1917. 1.  | 운               | 運               |                                  |
| 1917. 4.  |                  | 道祖問答         |                                  |
| 1917. 4.  |                  | 偸盗             |                                  |
| 1918      | 거미줄           | 蜘蛛の糸         |                                  |
| 1918      | 지옥변           | 地獄変           |                                  |
| 1918      |                  | 邪宗門           |                                  |
| 1918      |                  | 奉教人の死       |                                  |
| 1922      | 덤불 속          | 藪の中           |                                  |
| 1922      | 신들의 미소      | 神神の微笑       |                                  |
| 1927      | 갓파             | 河童             |                                  |
| 1927      | 톱니바퀴         | 歯車             |                                  |
| 1927      | 어느 바보의 일생 | 或阿呆の一生     |                                  |